# 朱祐枢
榮莊王朱祐樞（1486年1月22日—1539年2月16日），明憲宗第十三子、母端妃潘氏。弘治四年（1491年）受封榮王。正德三年（1508年）為當權宦官劉瑾所排擠，就藩常德，嘉靖十八年（1539年）過世，享年53歲，諡榮莊王。子朱厚勳早卒，孫朱載墐嗣封榮王。有鑑於此，榮莊王在眾傳世藩國的開國親王（除太祖諸皇子）當中，亦是序齒排行最小的大明皇子。

## 家庭
1. 嫡長子：榮懷王朱厚勳
2. 嫡次子：福寧王朱厚𤏴
3. 嫡三子：惠安王朱厚𤋗
4. 庶四子：永春王朱厚烮
5. 庶五子：富城王朱厚𤉷
6. 庶六子：貴溪王朱厚𤎯